# قطعنامه ۱۰۶۳ شورای امنیت
قطعنامه  ۱۰۶۳ شورای امنیت سازمان ملل متحد که در تاریخ ۲۸ ژوئن ۱۹۹۶ تصویب شد، سندی بین‌المللی دربارهٔ مسئلهٔ در مورد هائیتی است. این قطعنامه طی نشست ۳۶۷۶ام با ۱۵ رای موافق، ۰ مخالف و ۰ ممتنع تصویب شد.